# Willibrord Benzler

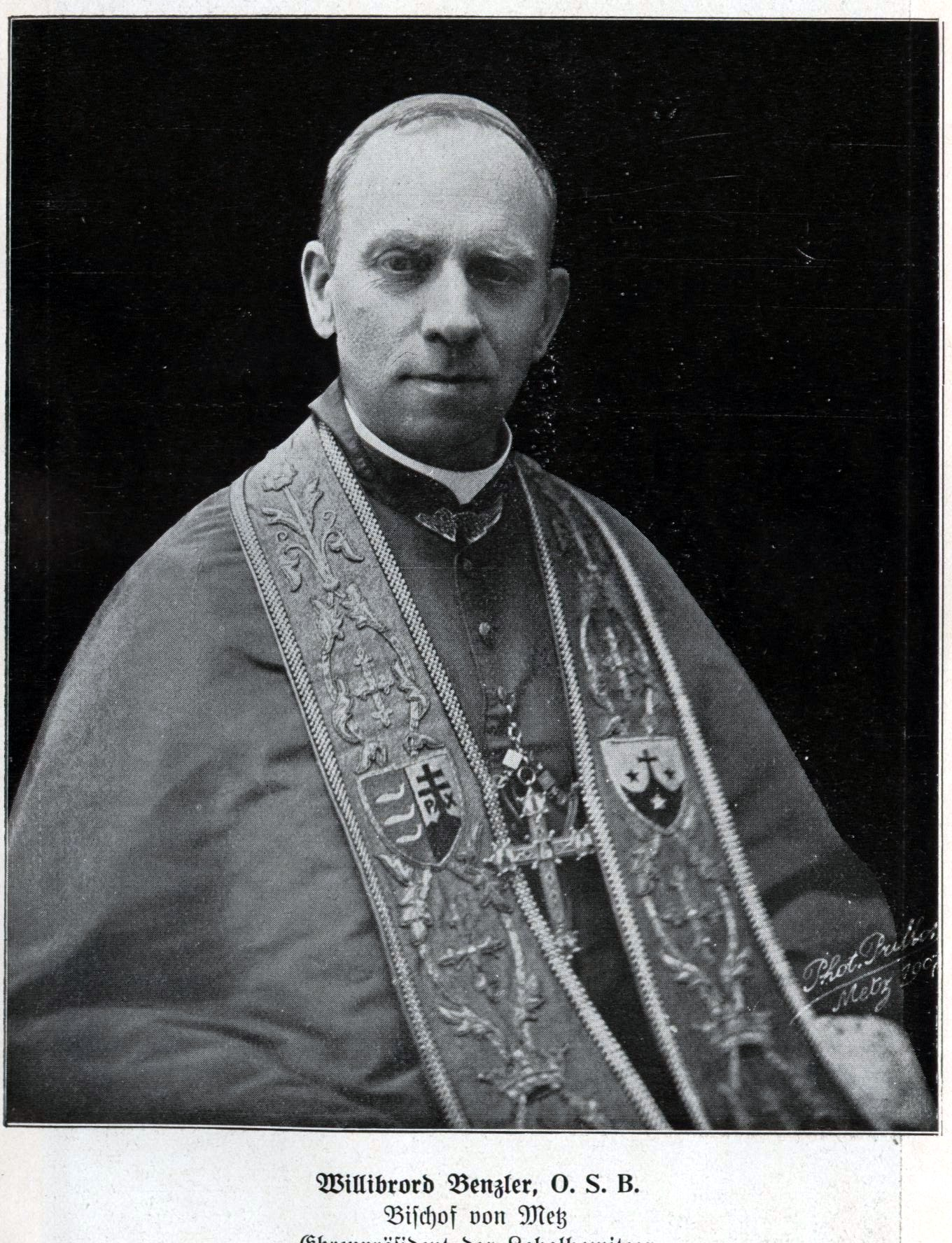
Karl Benzler als bisschop van Metz

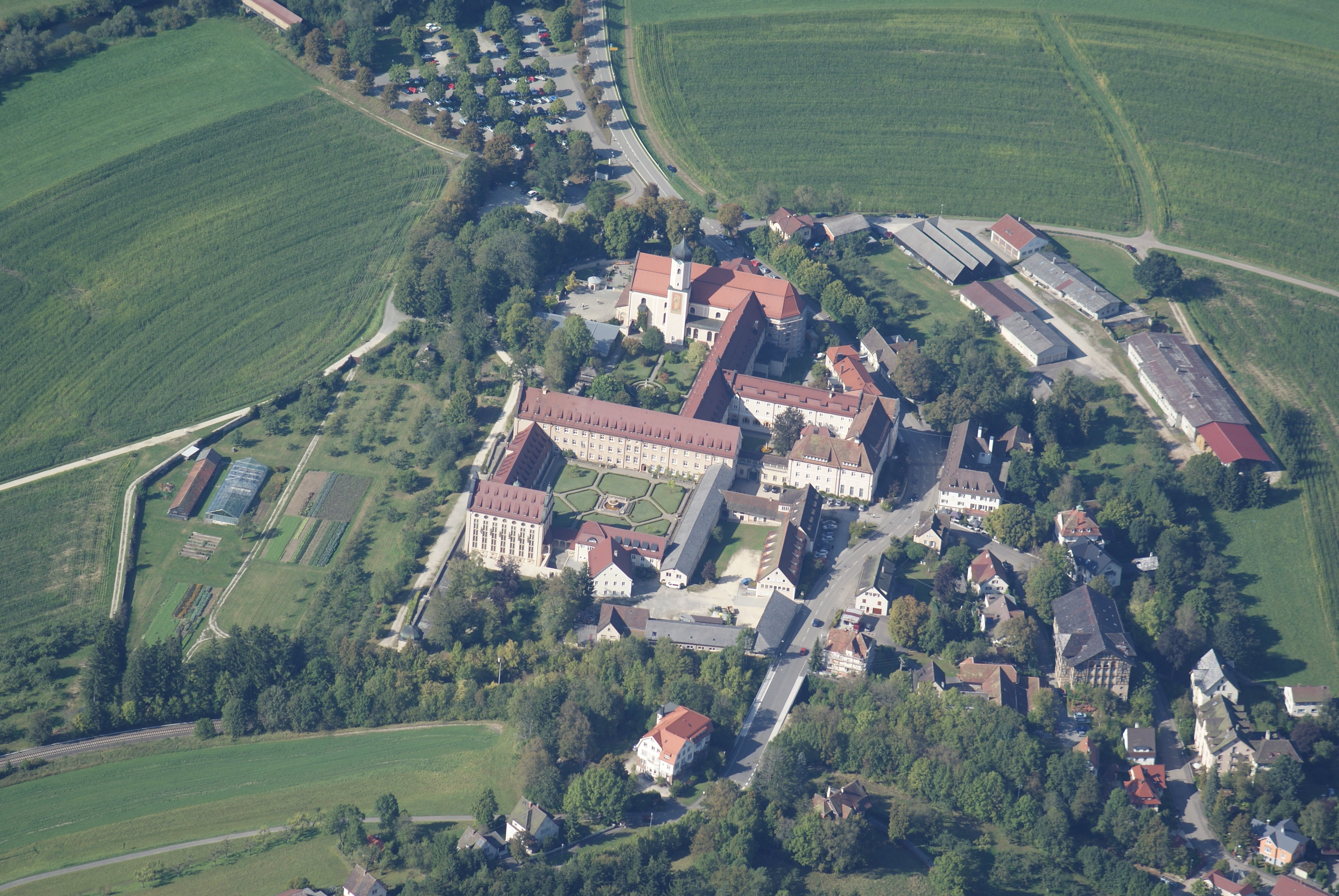
Aartsabdij van Beuron van de orde der Benedictijnen

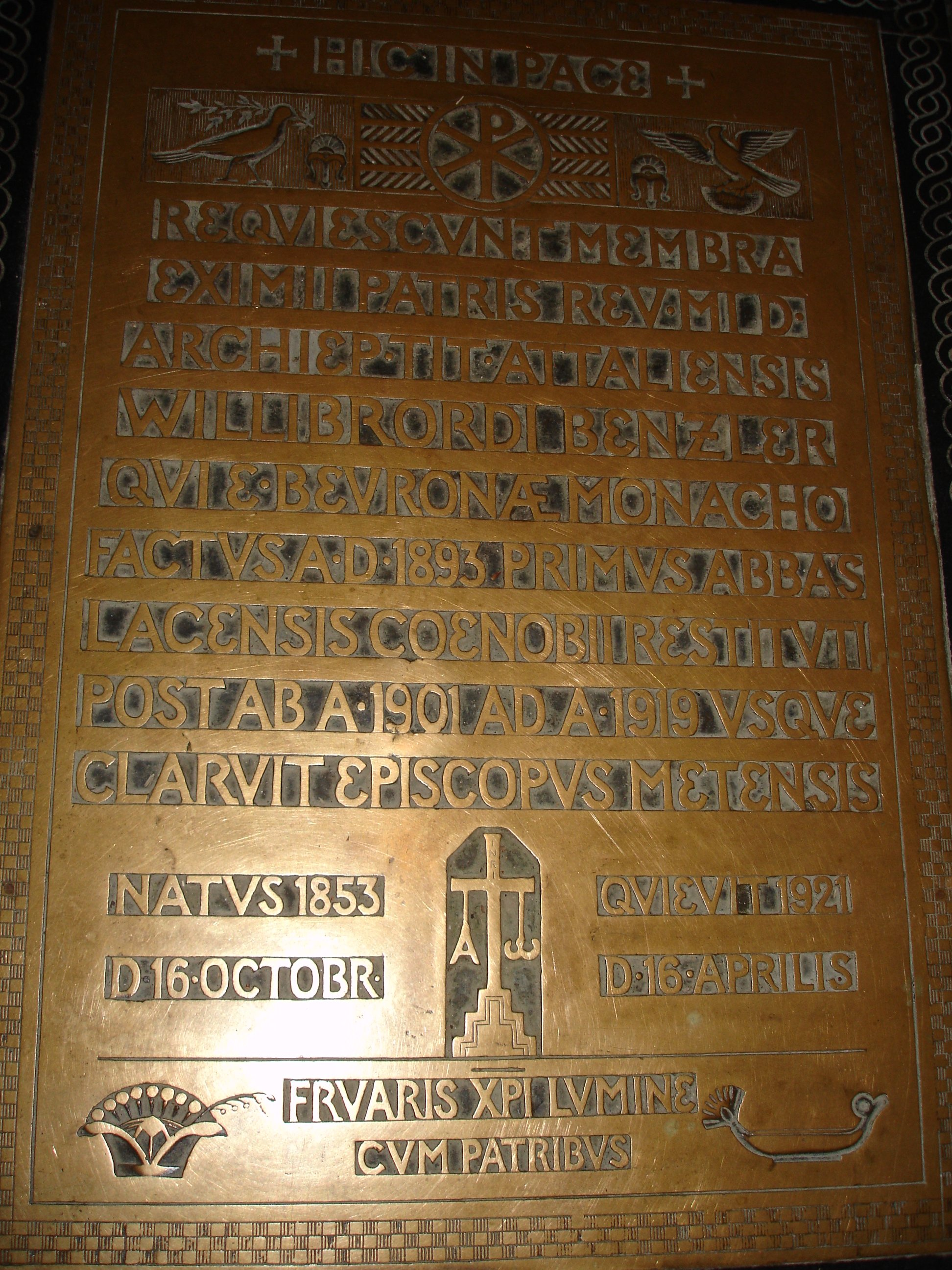
Grafsteen in Beuron

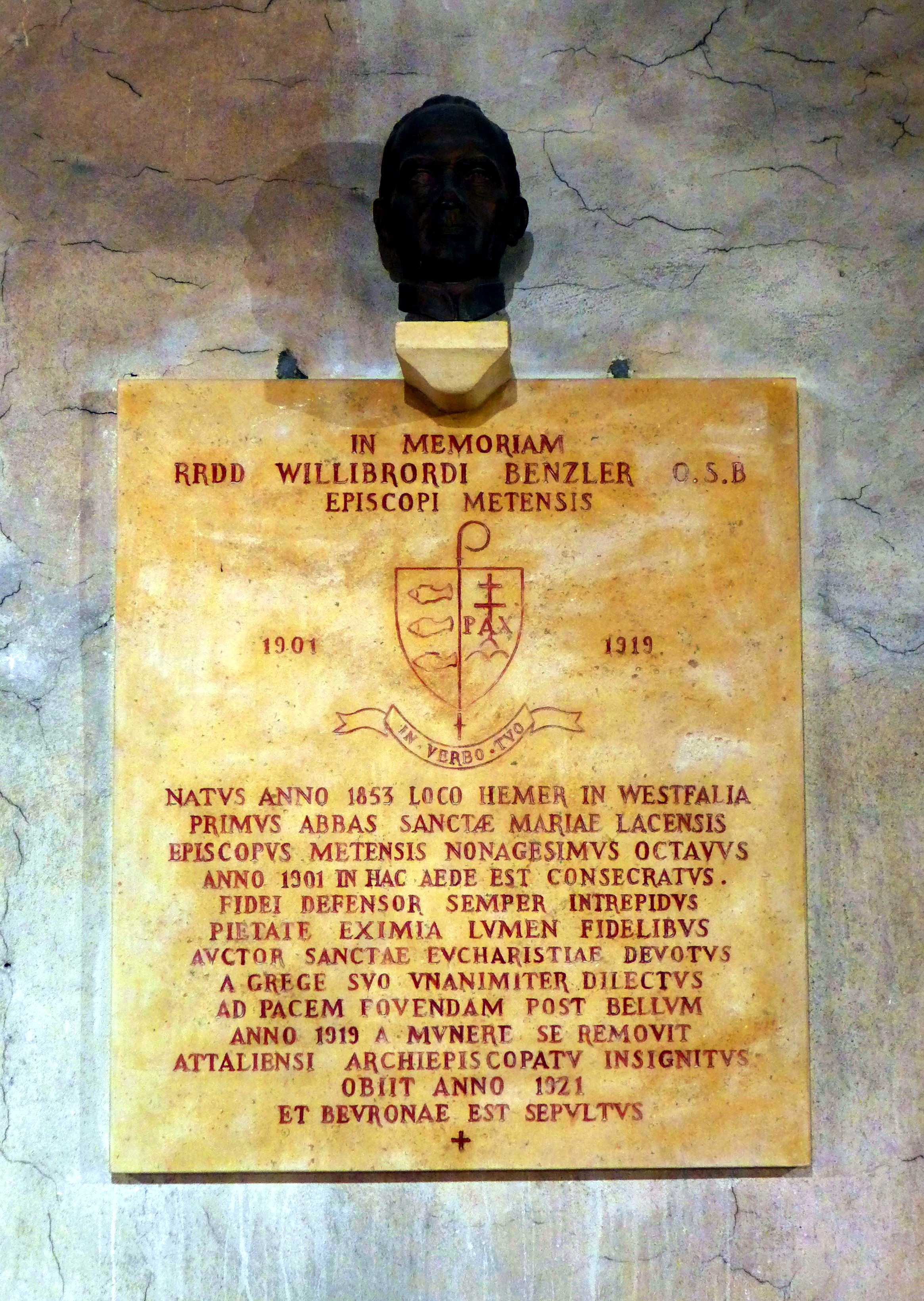
Gedenkplaat in de kathedraal van Metz

Karl Heinrich Johannes Benzler, met kloosternaam Willibrord (Niederhemer, 16 oktober 1853 – Baden-Baden, 16 april 1921) was een Duitse abt benedictijn, bisschop van Metz (1901-1919) en titulair aartsbisschop van Antalya (1919-1921). Hij was als Duitser bisschop in Metz in de periode van aanhechting van Elzas-Lotharingen aan het Duitse Keizerrijk.

## Levensloop

### Jonge jaren
Benzler volgde middelbare school in Münster in de Pruisische provincie Westfalen. Hij wilde architectuur studeren in Keulen, maar koos toch voor studies theologie en filosofie aan de universiteit van Innsbruck (1871). Hij verhuisde naar Oostenrijk-Hongarije. Zijn ouders waren overleden en jezuïeten trokken zich zijn opvoeding aan. Om deze reden verbleef hij aan het internationale Jezuïetenhuis Collegium Canisianum in Innsbruck. In 1874 weigerde hij jezuïet te worden en verliet hij voorlopig Oostenrijk. 

### Benedictijn
Hij werd benedictijn in de aartsabdij van Beuron in het groothertogdom Baden. In 1877 werd hij tot priester gewijd in het klooster van Volders in Tirol. Zijn kloosternaam was Willibrord.
Benzler maakte carrière bij de orde der benedictijnen. Hij werd prior van de abdij van Seckau in Stiermarken (1883-1887) en prior in de aartsabdij Beuron (1887-1892). Vervolgens kreeg hij de functie van prior in de abdij van Maria Laach en werd er bovendien de eerste abt (1892-1901). De abtswijding vond plaats in Beuron. Wanneer de Beuroner congregatie een abdij oprichtte in Jeruzalem was hij actief betrokken en verbleef in het Heilig Land (1900).

### Bisschop
In 1901 benoemde paus Leo XIII Benzler tot bisschop van Metz. De bisschopswijding verkreeg hij van de bisschoppen van Trier en Straatsburg. Benzler organiseerde het bisdom, als Duitser, rekening houdend met weerstand van Fransen tegenover het Pruisisch en protestants bestuur. In 1907 vond het Internationaal Eucharistisch congres plaats in Metz. De samenkomst van alle Duitse katholieken, de zogenaamde Katholiekendagen, liet hij doorgaan in Metz in het jaar 1913.
Na de Eerste Wereldoorlog oordeelde de Franse regering dat Benzler moest opstappen. Hij verliet Metz in januari 1919, nog voor het Verdrag van Versailles was getekend. Later kwam op de gedenkplaat in de kathedraal van Metz over deze periode de volgende zinsnede: a munere se removit. Dit betekent: hij trok zich terug uit verdienste.
Benzler keerde terug naar Duitse abdijen en mocht er de titel dragen van aartsbisschop van Antalya-in-Pamfylië. Hij overleed in de cisterciënzerabdij Abdij van Lichtenthal, nabij Baden-Baden in 1921. Het stoffelijk overschot werd begraven in de aartsabdij van Beuron, vlak naast het Benedictus-altaar. De grafsteen vermeldt in het Latijn zijn verschillende functies: Primus Abbas Lacensis (eerste abt van Maria Laach), Episcopus Metensis (bisschop van Metz) alsook Archiepiscopus Titularis Attaliensis (titulair aartsbisschop van Antalya).
- Gemeinsame Normdatei: 116124504
- International Standard Name Identifier: 0000 0000 6121 3203
- Nationale Bibliotheek van Tsjechië: jo2017965623
- Nederlandse Thesaurus van Auteursnamen: 095196552
- Système universitaire de documentation: 13126396X
- Virtual International Authority File: 62292414
- WorldCat: E39PBJrcfPHRVWxcWMjVhMHXBP